# Vallis Alpes
Vallis Alpes (Vall Alpina en llatí) és una espectacular vall lunar, que divideix en dues els Montes Alpes lunars. S'estén per 166 km des de la conca del Mare Imbrium cap a l'est-nord-est, fins a la vora del Mare Frigoris.

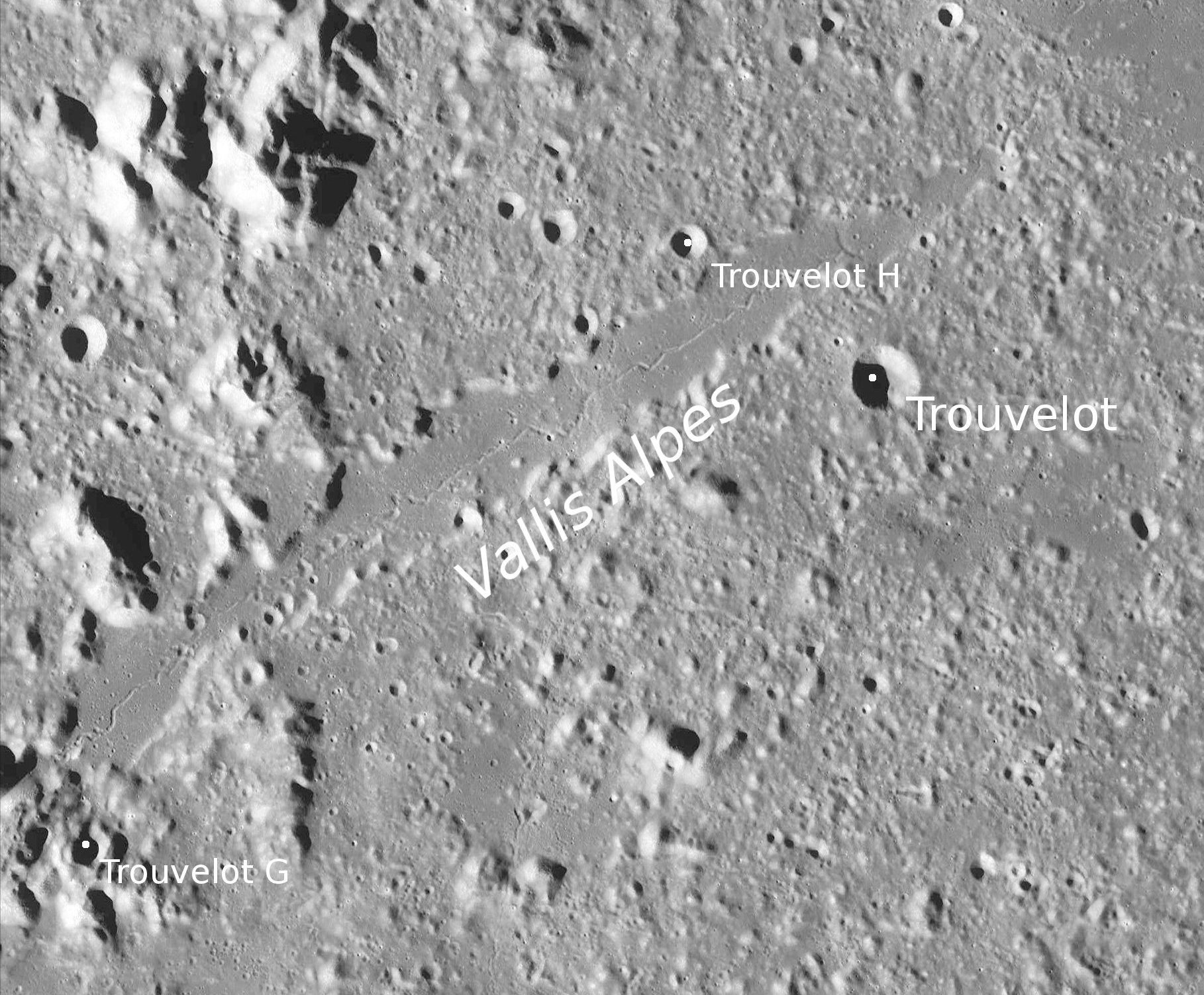
Vallis Alpes

La vall és estreta en els seus dos extrems, vorejat per goles de 1.000 m d'altitud, estenent-se en el seu ample màxim uns 10 km al centre. La cara sud de la vall és més recta que la nord.
El sòl de la vall és una superfície plana, coberta per lava, dividida per una esquerda de 700 m d'amplària. Aquesta esquerda és molt difícil d'observar des de la Terra amb un telescopi.
Va ser descoberta en 1727 per Francesco Bianchini. El nom es deu a la serralada que travessa, els Montes Alpes, batejats així per Johannes Hevelius en referència a la gran serralada europea.